# Rutsker Plantage
Rutsker Plantage er en skov tæt på Rutsker på øen Bornholm. 